# Franz Johannes Bulhardt
Franz Johannes Bulhardt (n. 21 mai 1914, Brașov - d. 14 iulie 1998, Hamm, Germania) a fost un poet și scriitor de limba germană, traducător, originar din România.
Din 1950 a fost membru al Uniunii Scriitorilor din România. 
Deși locuia la București, Bulhardt lua parte la ședințele cercului literar "Heinrich Heine" din Sibiu, al cărui membru de onoare a fost ales în 22 februarie 1957. 

Mai mult de 18 ani a lucrat ca redactor la emisiunile în limba germană ale Radiodifuziunii Române. 
A fost o perioadă la conducerea revistei »Glasul patriei«, o publicație a scriitorilor plecați în exil din România. Inițial, revista a apărut la Berlin, mutându-și sediul în 1965 la București. Astfel, a devenit un organ oficial care avea ca obiectiv să convingă intelctualii români plecați în exil să se întoarcă în patrie. Revista a apărut de trei ori pe lună, în perioada 1955-1972, cu un total de 606 numere. 
După instaurarea comunismului, Franz Johannes Bulhardt a îmbrățișat ideologia proletcultistă și, sub influența realismului socialist, a scris și poezii precum Maria Schreiber kämpft mit Friedenswaffen (Portrait der ersten deutschen Stachanowarbeiterin eines Kombinats in der RVR) (Maria Schreiber luptă cu armele păcii (Portretul primei stahanoviste germane într-un combinat din RPR)  Bulhardt a fost un colaborator neoficial al Securității, având mai multe nume conspirative: „Bărbulescu”, „Virgil Ionescu”, „Hart” respectiv „Harth”. El a furnizat Securității informații culese din mediile scriitoricești de la București. 
După 1990, până la moartea sa, a locuit în Hamm, Germania. 

## Scrieri
- Der Auftrag. Gedichte, București, 1955
- Unsere schöne Heimat. Gedichte, (Frumoasa noastră patrie, poezii), București, Editura Tineretului, 1957
- Der Kampf geht weiter. Gedichte, (Lupta continuă, poezii), București, Editura Tineretului, 1959
- Ein Scherbenbeweis (Prosa), București, Editura pentru Literatură, 1961
- Ein italienisches Jagdrennen. Erzählungen, București, Editura Tineretului, 1968
- Stätten und Stunden. Verse, București, Editura pentru Literatură, 1968
- Formen aus Bewusstseinstiefen. Lyrik über bildende Kunst, București, Editura Kriterion, București, 1985

- Praștia (Povestiri satirice), Editura pentru Literatură, 1963
- Clipe și locuri (Versuri), 152 pagini, în românește de I. Cassian-Mătăsaru, [Cuvânt înainte de Al. Philippide] Editura Eminescu, 1972

## Traduceri
În limba germană:
- Gellu Naum Das Buch von Apollodor (Cartea lui Apolodor), Editura Tineretului, 1963

- Vasile Alecsandri, Unsere krieger / Ostașii noștri (volum bilingv), Editura Minerva, 1977

- Die Rumänische orthodoxe Kirche in der Vergangenheit und heute (Biserica ortodoxă română în trecut și astăzi), Editura Institutului Biblic și de Misiune al Bisericii Ortodoxe Române, 1979

- Octavian Goga Meine Lieder - ausgewählte Gedichte (Cântecele mele - poezii alese), Editura Kriterion, București, 1988

- Gheorghe Istrate Gedichte (Versuri), traducere de Franz Johannes Bulhardt, Radu Bărbulescu și Paul Dieter Fuhrmann, ed. Radu Bărbulescu, München, 2000

- Gheorghe Pituț Der Olymp / Olimp. Gedichte / Poezii. Traduceri de Franz Johannes Bulhardt, Dieter Schlesak, Markus Lakebrink, Arnold Hauser, Franz Liebhard, ISBN 973-577-138-1

- Demostene Botez Der Bauplatz (Șantierul), traducător Franz Johannes Bulhardt, ilustrații Clelia Ottone, Editura Tineretului, 1963

În limba română:
- Peter Turrini, Romanță târzie (piesă de teatru), traducători: Franz Johannes Bulhardt și Alexandru Stark (Premiera 12.05.1984 la Teatrul Foarte Mic - București)

## Antologii
- Deutsche Dichter der RVR (Poeți germani din RPR), Editura de stat pentru literatură și artă (ESPLA), 1953. Alături de Franz Johannes Bulhardt apar și poeții de limbă germană din România: Peter Andres, Maria Auner, Hans Bohn, Werner Bossert, Grete Gross, Wilhelm Gunthardt, Udo Henrich, Hans Kehrer, Käthe Klaus, Ewald Ruprecht Korn, Else Kornis, Franz Liebhard, Barbara Modjesch, Gerthy Rath, Heinrich Simonis, Alfred Margul-Sperber și Hugo Zehn.

- Hänschen, Fränzchen und das Plastilin, autori Franz Johannes Bulhardt și István Dimény, Editura Tineretului